# دارلین چک
دارلین چک (انگلیسی: Darlene Zschech؛ زادهٔ ۸ سپتامبر ۱۹۶۵) یک موسیقی‌دان اهل استرالیا است. از جمله کارهای او می‌توان به همکاری با گروه موسیقی هیل‌سانگ یونایتد اشاره کرد. از جمله همکاری‌های موفق چک با این گروه آهنگی به نام خداوند مرا برکت خواهد داد بود که در سال ۱۹۹۸ سروده شد.

## آلبوم‌ها
- ۱۹۹۶ – Worship
- ۲۰۰۲ – Extravagant Worship
- ۲۰۰۳ – The Kiss of Heaven
- ۲۰۰۹ – The Great Generational Transition